# Teoria egológica do direito
A Teoria Egológica do Direito é uma proposta jurisfilosófica de compreensão do Direito, elaborada pelo catedrático argentino Carlos Cossio, a partir da teoria de Hans Kelsen, de acordo com as ideias da fenomenologia crítica de Edmund Husserl e do existencialismo de Martin Heidegger.

## Tese fundamental
A síntese do pensamento egológico pode ser expressada nas seguintes proposições: 
- O direito é conduta em interferência intersubjetiva referida a valores;
- O direito considera todas as ações humanas;
- O direito se interessa pelo ato humano em sua unidade;
- O direito supõe a possibilidade de atos de força;
- A liberdade é um conteúdo imprescindível do direito;
- As normas jurídicas conceituam a conduta em interferência intersubjetiva; e
- As normas jurídicas imputam sanções e são juízos disjuntivos, diferenciando-se da teoria da norma de [Hans Kelsen] que entendia que a norma jurídica era um juízo hipotético.

## O papel do egologismo na Filosofia do Direito
As raízes filosóficas da teoria egológica do direito se encontram na fenomenologia, sendo um  exemplo  paradigmático  dessa  influência, justamente, a fenomenologia da sentença criada e desenvolvida por Carlos Cossio..
Para os juristas argentinos Aftalión, Olano e Vilanova, o egologismo entende que a  filosofia jurídica envolve quatro grandes temas:
- ontologia jurídica;
- lógica  jurídica  formal;
- lógica jurídica transcendental; e
- axiologia  jurídica.

Ao contrário da afirmação recorrente de que  Cossio e o Egologismo entendem que a ciência jurídica deveria estudar somente a conduta humana em sua dimensão social, prescindindo da norma jurídica, um dos principais divulgadores da obra de Cossio no Brasil, o jurista Machado Neto sustenta que a principal preocupação da teoria egológica é a busca da essência (fundamento ontológico) do Direito. Logo, para o egologismo jurídico esse fundamento não estaria na norma jurídica, tal como defendido por Hans kelsen, mas estaria na conduta humana.

## Direito, norma e conduta
Para Hans Kelsen, a fórmula lógica da norma jurídica é deontológica (ou do "dever-ser": dado A deve ser B), cujo enunciado é: "Dada a não prestação deve ser sanção".
Cossio aditou a esta lógica a condicionante humana, também deontológica (ou do "dever ser") ou seja, para que haja uma sanção é preciso haver um sujeito (juiz) que lha aplique; de igual forma, a ilicitude em si não gera automaticamente esta sanção. E, mesmo a não-prestação de uma norma depende do sujeito a quem a sanção se destina: a sociedade, a quem o direito serve. Segundo Kelsen o Direito se identifica com a norma e para Cossio com a conduta humana. Sendo que esta norma representa apenas o dever-ser da conduta .Mais importante que a Lei é a conduta do indivíduo e a interação de seu ego em sociedade — daí o nome “Egológica”. Para Cossio, o Direito é uma ideia, não um conceito como Kelsen o atribuía. Cossio declara que a ciência jurídica deve estudar a conduta humana enfocada em sua dimensão social, e não na norma jurídica.
Sua fórmula para a norma jurídica, então, obedece ao seguinte enunciado:
Dado um fato gerador deve ser prestação pelo sujeito obrigado face ao sujeito pretensor, ou, dada a não-prestação, deve ser sanção pelo funcionário obrigado face à comunidade pretensora.
A grande contribuição que a teoria egológica trouxe ao estudo do Direito é a nova forma de olhar a norma. Mais importante que a própria norma é a integração do ego em sociedade (ego - referência ao sujeito do conhecimento jurídico, ao "eu"), sendo que uma de suas projeções é o "dever-ser". Destarte, o pensamento de Cossio faz do Direito um fenômeno incorporado ao cotidiano dos homens e não resumido em um conceito e no estudo das normas como quis Kelsen.

## Desenvolvimento e críticas
As ideias inovadoras de Cossio encontraram respaldo no Brasil, com o então jovem jurista Antônio Luiz Machado Neto, professor da Universidade Federal da Bahia e da Universidade de Brasília. Com o advento dos regimes militares, tanto no Brasil quanto na Argentina, ambos foram tratados como persona non grata dos respectivos governos. Em parte por conta disto, as ideias do egologismo não encontraram respaldo no meio acadêmico, e tratadas com descaso e ironia, por parte dos demais juristas, afeitos à ordem vigente.
No Brasil, não se pode perder de vista a importante contribuição do Professor  Julio C. Raffo (ex-reitor da Universidade Nacional de Lomas de Zamora, Argentina), discípulo direto de Carlos Cossio, que nos anos 70 e 80 do século passado atuou no Rio de Janeiro como professor de Lógica, Metodologia e Filosofia Jurídicas na Universidade Cândido Mendes de Ipanema e na PUC-RJ. Raffo chegou a publicar pela Editora Forense a obra "Introdução ao conhecimento jurídico", atualmente esgotada.
Na atualidade, o egologismo jurídico possui na jurista baiana Marília Muricy, uma discípula e continuadora do trabalho de A. L. Machado Neto, sendo uma das responsáveis para que a Faculdade de Direito da UFBA tenha sido um dos polos do egologismo no Brasil.